# Tomma
Tomma ist eine norwegische Insel in der Kommune Nesna in der Provinz Nordland. Der Name Tommas stammt von dem Altnordischen ðǫmb („vom“). Auf der 47 km² großen Insel leben etwa 137 Menschen (Stand 2001). Die meisten leben in der südlichen Siedlung Husby. Der höchste Berg ist mit 922 Metern der Tomskjevelen im Nordosten. Weitere Erhebungen sind der Breitinden (818 m), der Breitomma (803 m), der Rundtinden (643 m) und der charakteristische Eidabelgen (217 m). An mehreren Stellen befinden sich Grabhügel – darunter auch der größte Grabhügel in der Gemeinde Nesna. Das Kvervan genannte Hügelgrab stammt aus der Merowingerzeit (600 bis 800 n. Chr.), ist zwei Meter hoch und hat einen Durchmesser von 20 Metern. Die Hauptwirtschaftszweige sind Landwirtschaft und Fischerei. Die Insel ist über eine Autofähre mit Nesna, dem Hauptort der Gemeinde Nesna, verbunden.

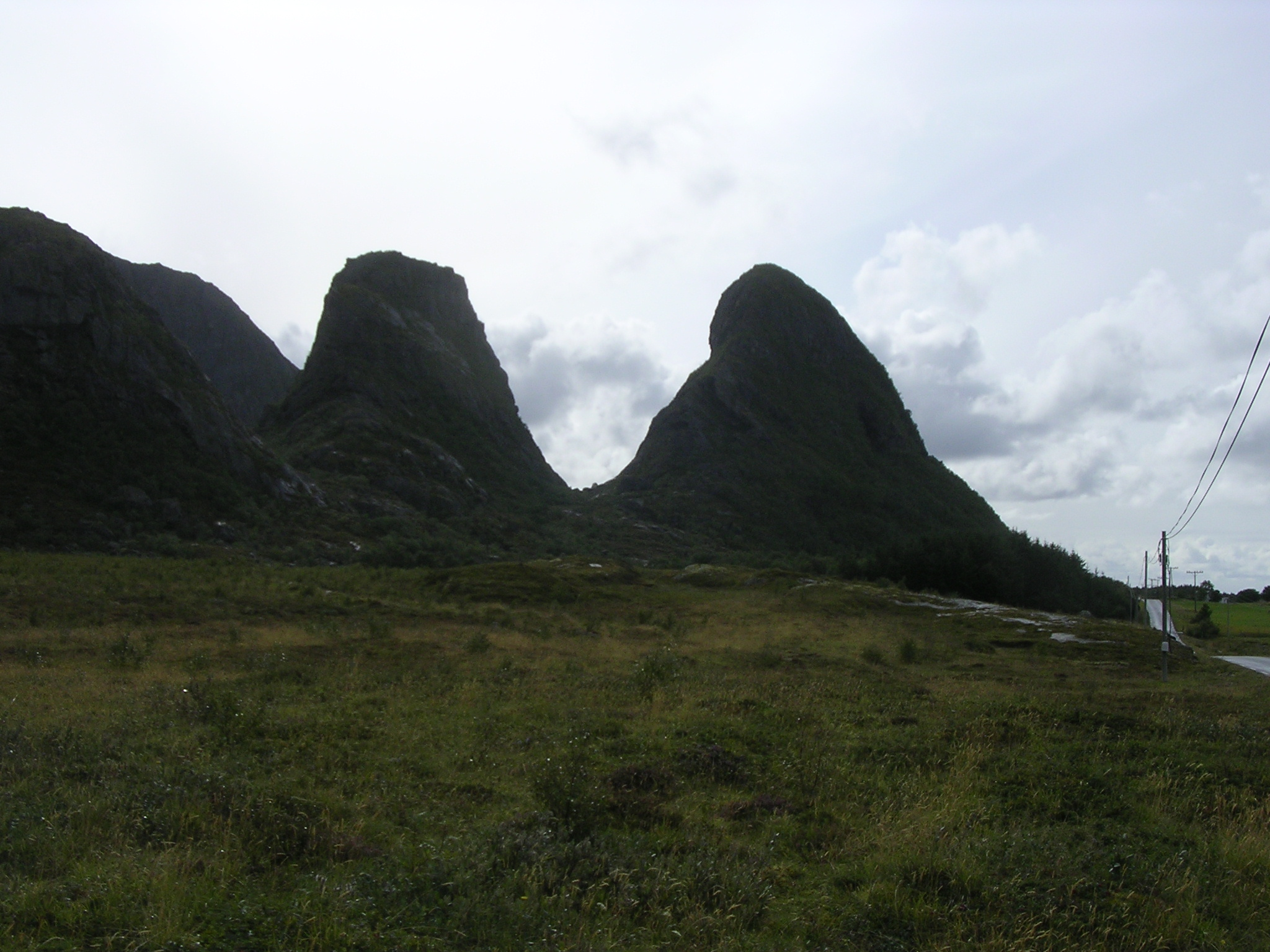
Eidabelgen (217 m)
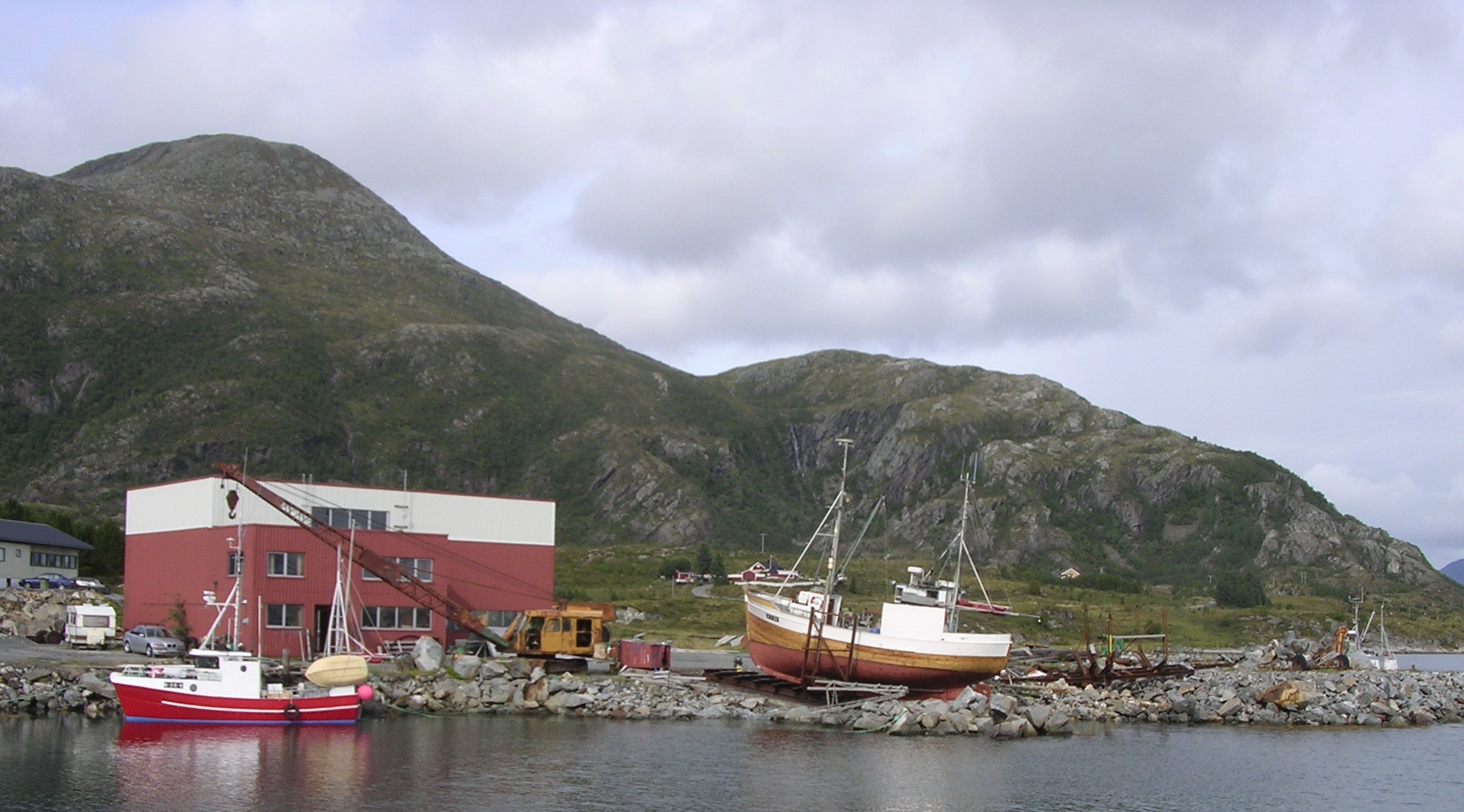
Hafen beim Fähranleger
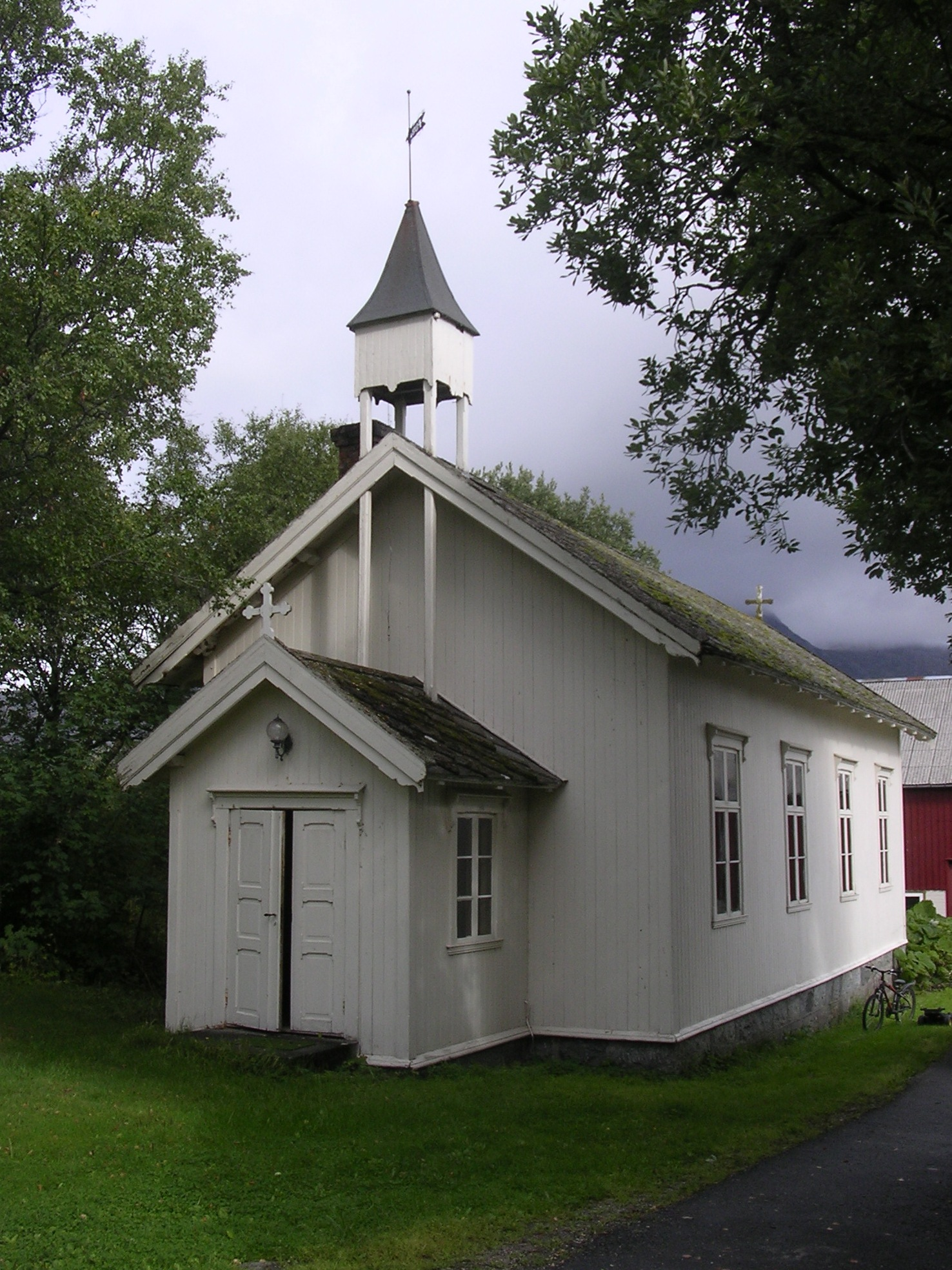
Kapelle von Husby
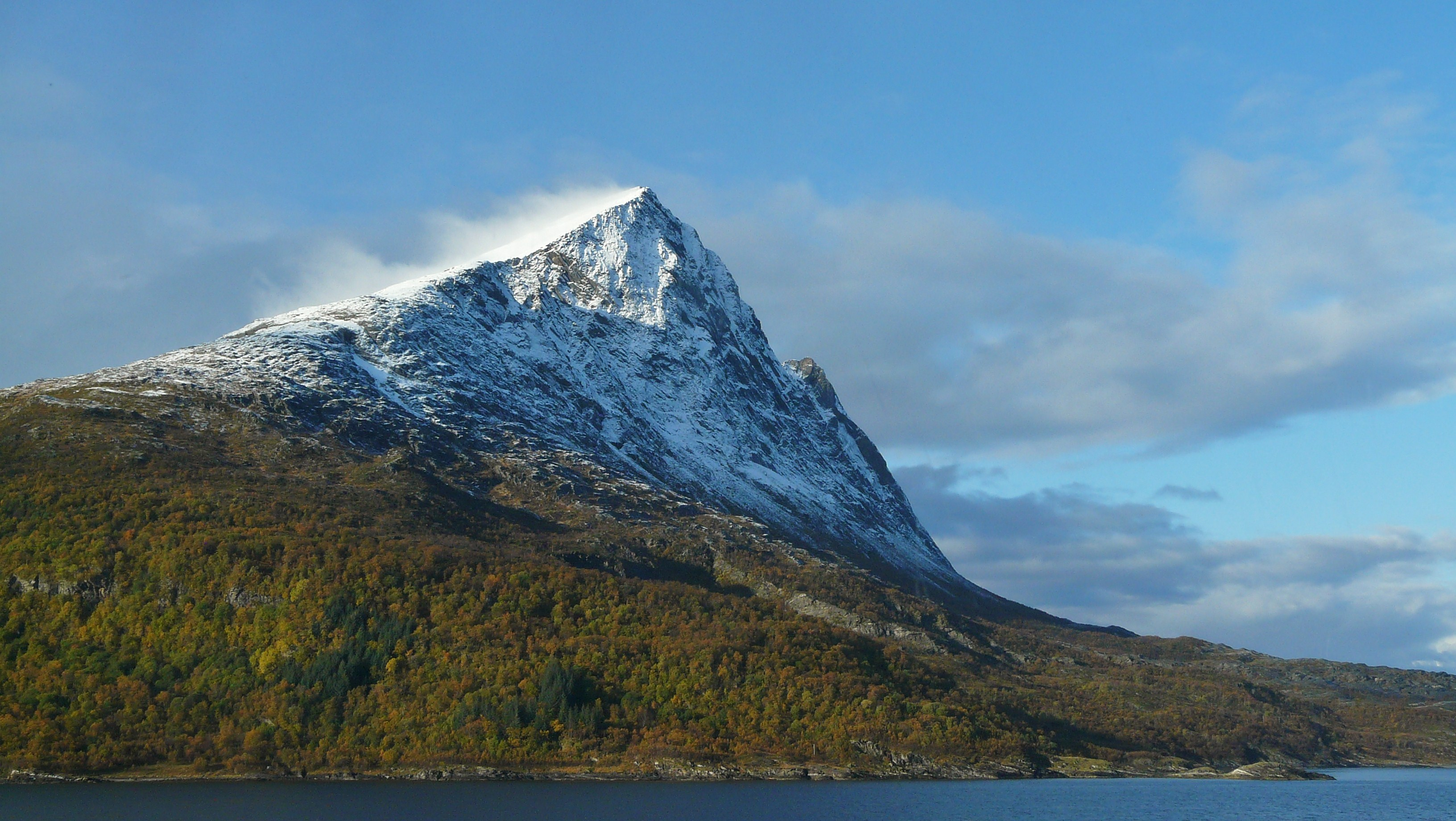
Tomskjevelen (922 m), höchster Berg der Insel